# NGC 1175
NGC 1175 je čočková galaxie v souhvězdí Persea. Její zdánlivá jasnost je +12,9m a úhlová velikost 1,9′ × 0,6′. Je vzdálená 252 milionů světelných let, průměr má 140 000 světelných let. Galaxie tvoří gravitačně vázaný pár s galaxií NGC 1177. Galaxii objevil 24. října 1786 William Herschel.